# Anaconura aristidae
Anaconura aristidae är en insektsart som beskrevs av Alexander Fyodorovich Emeljanov 1968. Anaconura aristidae ingår i släktet Anaconura och familjen dvärgstritar. Inga underarter finns listade i Catalogue of Life.